# Secrétariat d'État aux Transports (Espagne)
Le secrétariat d'État aux Transports et à la Mobilité durable d'Espagne (en espagnol : Secretaría de Estado de Transportes y Movilidad Sostenible) est le secrétariat d'État chargé de la politique en matière de transports entre 2008 et 2011 et depuis 2020.
Il relève du ministère des Transports et de la Mobilité durable.

## Missions

### Fonctions
Le secrétariat d'État aux Transports et à la Mobilité durable est l'organe supérieur du ministère éponyme auquel il revient de proposer et mettre en œuvre la politique gouvernementale en matière de définition et proposition des politiques relatives à la planification des infrastructures de transport ; et de définition, proposition et exécution des politiques relatives à la réalisation des infrastructures de transport dans le but de garantir une mobilité sure et durable en termes sociaux, économiques et environnementaux, basée sur des critères de justice sociale et incluant la promotion des mobilités actives.
Il est chargé de l'organisation générale des transports terrestres, maritimes et aériens de compétence nationale, tout comme de la réalisation des infrastructures de transport portuaire et aéroportuaire par le biais des organismes et entités dépendant du ministère.

### Organisation
Le secrétariat d'État s'organise de la manière suivante :
- Secrétariat d'État aux Transports et à la Mobilité durable (Secretaría de Estado de Transportes y Movilidad Sostenible) ;
  - Secrétariat général du Transport terrestre (Secretaría General de Transporte Terrestre) ;
    - Direction générale des Routes ;
      - Sous-direction générale de la Planification et de l'Exploitation ;
      - Sous-direction générale des Projets et des Travaux ;
      - Sous-direction générale de la Conservation et de la Gestion des actifs ;
      - Sous-direction générale de la Durabilité et de l'Innovation ;
      - Sous-direction générale de la Coordination ;

    - Direction générale du Secteur ferroviaire ;
      - Sous-direction générale de la Planification ferroviaire ;
      - Sous-direction générale de l'Évaluation et de la Règlementation ferroviaire ;

    - Direction générale du Transport par route et par chemin de fer ;
      - Sous-direction générale de l'Aménagement et de la Réglementation du transport par route et par chemin de fer ;
      - Sous-direction générale de la Gestion du transport par route et par chemin de fer ;
      - Sous-direction générale de l'Inspection du transport par route et par chemin de fer ;

  - Secrétariat général des Transports aérien et maritime (Secretaría General de Transportes Aéreo y Marítimo) ;
    - Direction générale de l'Aviation civile ;
      - Sous-direction générale du Transport aérien ;
      - Sous-direction générale des Aéroports et de la Navigation aérienne ;

    - Direction générale de la Marine marchande ;
      - Sous-direction générale de la Sécurité, de la Pollution et de l'Inspection maritime ;
      - Sous-direction générale de la Règlementation maritime et de la Coopération internationale ;
      - Sous-direction générale de la Coordination et de la Gestion administrative ;

  - Secrétariat général de la Mobilité durable (Secretaría General de Movilidad Sostenible) ;
    - Direction générale des Stratégies de mobilités ;
      - Sous-direction générale de la Planification, du Réseau transeuropéen et de la Logistique ;

  - Unité d'Urgences, de Sécurité et de Gestion des crises ;
  - Puertos del Estado ;
  - Administrador de infraestructuras ferroviarias ;
  - Adif-Alta Velocidad ;
  - Renfe ;
  - ENAIRE.

## Titulaires
| Titulaire                                                                       | Titulaire                         | Début      | Fin         | Parti | Ministre          |
| ------------------------------------------------------------------------------- | --------------------------------- | ---------- | ----------- | ----- | ----------------- |
|                                                                                 | Fernando Palao Taboada            | 18/10/2008 | 18/04/2009  | Sans  | Magdalena Álvarez |
|                                                                                 | Concepción Gutiérrez del Castillo | 18/04/2009 | 06/11/2010  | PSOE  | José Blanco       |
|                                                                                 | Isaías Táboas                     | 06/11/2010 | 24/12/2011  | Sans  | José Blanco       |
| Secrétariat d'État aux Infrastructures, au Transport et au Logement (2012-2020) |                                   |            |             |       |                   |
|                                                                                 | Pedro Saura                       | 15/01/2020 | 28/07/2021  | PSOE  | José Luis Ábalos  |
|                                                                                 | Isabel Pardo de Vera              | 28/07/2021 | 22/02/2023  | Sans  | Raquel Sánchez    |
|                                                                                 | David Lucas                       | 22/02/2023 | 29/11/2023  | PSOE  | Raquel Sánchez    |
|                                                                                 | José Antonio Santano              | 29/11/2023 | En fonction | PSOE  | Óscar Puente      |
| Titres successifs : - Depuis 2023 : Transports et Mobilité durable              |                                   |            |             |       |                   |